# Günther Dehn
Karl Günther Dehn (Schwerin, 18 aprile 1882 – Bonn, 17 marzo 1970) è stato un teologo tedesco di fede evangelica.

## Biografia
Dopo aver studiato a Berlino, Halle e Bonn, nel 1907 gli venne affidata una parrocchia e dal 1911 al 1931 lavorò nel dipartimento del lavoro del quartiere berlinese di Moabit, sperimentando in prima persona i legami tra la chiesa e i lavoratori. Dopo aver ricevuto il dottorato onorario dall'Università di Münster nel 1926, divenne professore di teologia pratica ad Halle, incarico che mantenne fino al 1933, anno dell'ascesa al potere di Adolf Hitler.
Divenne così consigliere teologico della Chiesa confessante e dal 1937 al 1941 insegnò al Collegio teologico di Berlino. Nei primi anni quaranta venne arrestato dalla Gestapo, poi svolse le funzioni di parroco nel Württemberg. Dopo la seconda guerra mondiale venne nominato professore capo di teologia pratica all'Università di Bonn, incarico che mantenne fino al suo pensionamento nel 1954.
Per via della sua opera di evangelizzazione tra i giovani della classe operaia, Dehn è considerato uno dei pionieri della ricerca empirica nella teologia. I suoi scritti di natura politica non sempre gli garantirono una buona reputazione all'interno della chiesa stessa.